# Friedrich Schwiening
Georg Friedrich Schwiening (* 15. Mai 1851 in Springe; † 24. Mai 1935 in Aurich), ev. ref.,  war ein deutscher Verwaltungsjurist und Kommunalbeamter.

## Leben
Schwienig war Sohn des Albert Schwiening (Oberamtsrichter) und der Betty Kottmeier aus Springe (Deister). Er studierte Rechtswissenschaften ab dem Sommersemester 1871 an der Friedrichs-Universität Halle und ab Wintersemester 1872 an der Georg-August-Universität Göttingen. 1872 wurde er Mitglied des Corps Borussia Halle und des Corps Hannovera Göttingen. 1874 erhielt er wegen Teilnahme an einer von den Universitätsbehörden aufgedeckten Mensur das Consilium abeundi. Demzufolge musste er die Universität für ein Jahr verlassen. Er setzte seine Studien an der Christian-Albrechts-Universität zu Kiel fort, kehrte aber nach zwei Semestern nach Göttingen zurück. An das Referendarexamen im Juni 1875 schloss sich die Referendarzeit in Einbeck und Hannover an. Schwiening legte im Mai 1881 das Zweite juristische Staatsexamen ab.
Von Januar 1882 bis zur Pensionierung 1924 war er für 42 Jahre Bürgermeister der Stadt Aurich. Schwiening war darüber hinaus ab 1884 Amtsanwalt zu Aurich, von 1887 bis 1924 Landschaftsrat und von 1893 bis 1934 Landsyndikus der Ostfriesischen Landschaft und Kreistagsabgeordneter. Von 1885 war er bis auf eine Unterbrechung während der Legislaturperiode 1897 bis 1903 bis 1920 insgesamt 29 Jahre lang Abgeordneter des Provinziallandtages der Provinz Hannover für den Wahlbezirk Aurich.
Schwiening war verheiratet mit Henriette Juliane Garbich Tannen (1863–1919). Aus der Ehe entstammen drei Kinder.
Als Studentenhistoriker stellte er im 19. Jahrhundert zu Zeiten der Sammlung und Organisation der Altherrenschaft des Corps das erste Mitgliederverzeichnis des Corps Hannovera zu Göttingen auf, das im Mai 1880 in erster Auflage erschien. In seinen Erinnerungen notierte er für 1874, dass sich der ehemalige Hannoversche Minister Georg Heinrich Bacmeister dem Corps wieder zuwandte und dass man begann, regelmäßig gemeinsame Veranstaltungen mit den Alten Herren durchzuführen.

## Schriften
- Die Ostfriesischen Landschaftlichen Brandkassen 1754–1929, Aurich 1929